# Kriza Ágnes

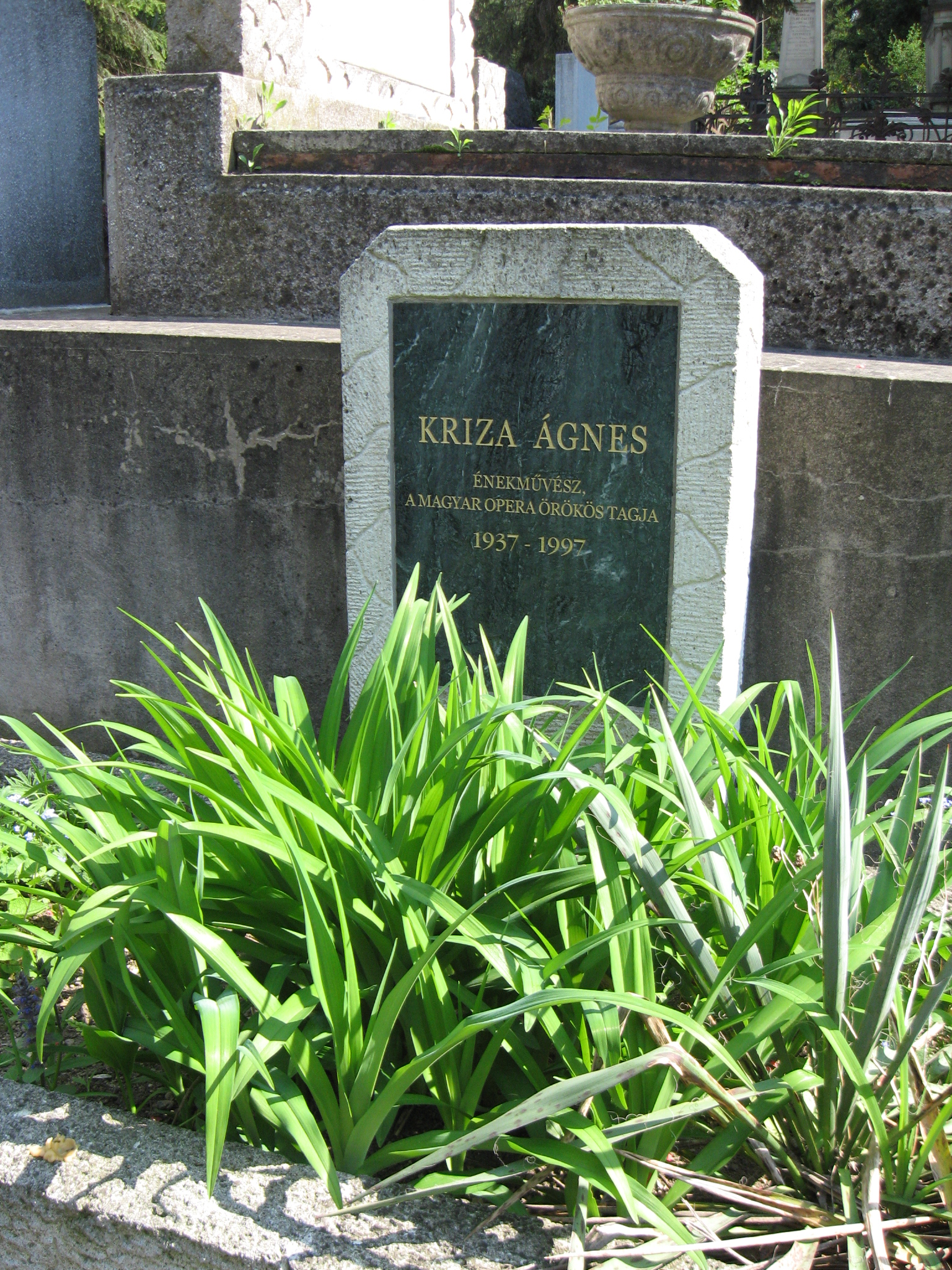
Kriza Ágnes sírja a kolozsvári Házsongárdi temetőben

Kriza Ágnes (Beszterce, 1937. január 29. – Kolozsvár, kb. 1997. február 1.) opera-énekesnő (szoprán), színházigazgató.

## Életpályája
Tanulmányait 1962-ben végezte el a kolozsvári Gheorghe Dima Zeneakadémián. Pályafutását a kolozsvári Román Opera tagjaként kezdte. 1974-ben lett a kolozsvári Állami Magyar Opera magánénekese. 1977–1978 között a Kolozsvári Állami Magyar Opera igazgatója volt. 1980-ban meghívott vendégművész volt a Szegedi Szabadtéri Játékokon.
Hangversenyénekesként is rendszeresen fellépett belföldön és külföldön egyaránt. Tanárként több generációnyi operaénekest indított el a pályán (Kiss-B. Atilla stb.)
Sírja a kolozsvári Házsongárdi temetőben található.

## Szerepei
- Verdi: Ernani....Elvira
- Verdi: Don Carlos....Erzsébet
- ifj. Strauss: A denevér....Rosalinda